# Camponotus radiatus
Camponotus radiatus är en myrart som beskrevs av Auguste-Henri Forel 1892. Camponotus radiatus ingår i släktet hästmyror, och familjen myror. Inga underarter finns listade.